# اندیس علون آباد
علون آباد یک اندیس مصالح ساختمانی است که در حوالی شهر کجان استان اصفهان قرار دارد و مادهٔ معدنی موجود در آن، سنگ لاشه آهکی است.  